# 태경
태경(太庚)은 상나라의 7대 군주이다. 태어날 때의 이름은 자변(子辨)이다.
사마천의 사기에 의하면 형인 옥정의 뒤를 이은 상나라의 6대 군주이다. 25년 동안 재위에 있었으며(죽서기년에는 5년) 태강이라는 시호가 주어졌고
아들인 소갑이 뒤를 이었다.
은허에서 발굴된 갑골문에 따르면 삼촌인 복병(卜丙)의 뒤를 이어 상나라의 5대 군주가 되었고 대경(大庚)이라는 시호가 주어졌으며 소갑이 뒤를 이었다고 한다.

## 같이 보기
- 상나라
- 외병
- 소갑
- 상나라의 군주 목록